# Latin American Music Awards de 2018
A 4.ª edição anual do Latin American Music Awards foi realizada em 25 de outubro de 2018 no Dolby Theatre em Los Angeles, Califórnia, nos Estados Unidos. Apresentada por Becky G, Gloria Trevi, Leslie Grace, Roselyn Sánchez e Aracely Arámbula, a cerimônia foi transmitida ao vivo pela Telemundo.

## Vencedores e indicados
As indicações foram reveladas em 18 de setembro de 2018. Ozuna e J Balvin lideraram as indicações com nove cada. A boy band CNCO e Ozuna receberam o maior número de prêmios com três cada.
|  | Indica o(s) vencedor(es) de cada categoria. |

| Artista do Ano | Artista Revelação do Ano |
| --- | --- |
| Bad Bunny - Banda MS de Sergio Lizárraga - Christian Nodal - Daddy Yankee - J Balvin - Luis Fonsi - Maluma - Nicky Jam - Ozuna - Shakira | Sebastián Yatra - Bad Bunny - Manuel Turizo - Raymix |
| Canção do Ano | Álbum do Ano |
| Luis Fonsi & Demi Lovato – "Échame la Culpa" - Becky G com part. de Bad Bunny – "Mayores" - Daddy Yankee – "Dura" - J Balvin & Willy William com part. de Beyoncé – "Mi gente" - Maluma & Nego do Borel – "Corazón" - Nicky Jam & J Balvin – "X" - Wisin com part. de Ozuna – "Escápate conmigo" | Ozuna – Odisea - Christian Nodal – Me Dejé Llevar - J Balvin – Vibras - Nicky Jam – Fénix - Wisin – Victory |
| Artista Feminina Favorita | Artista Masculino Favorito |
| Becky G - Jennifer Lopez - Karol G - Natti Natasha - Shakira | Daddy Yankee - J Balvin - Maluma - Nicky Jam - Ozuna |
| Dupla ou Grupo Favorito | Artista de Pop Favorito |
| CNCO - Banda MS de Sergio Lizárraga - Calibre 50 - La Arrolladora Banda El Limón de René Camacho - Zion & Lennox | CNCO - Luis Fonsi - Shakira |
| Álbum de Pop Favorito | Canção de Pop Favorita |
| CNCO – CNCO - Juanes – Mis Planes Son Amarte - Sebastián Yatra – Mantra | Carlos Vives & Sebastián Yatra – "Robarte un Beso" - Enrique Iglesias com part. de Bad Bunny – "El Baño" - Luis Fonsi & Demi Lovato – "Échame La Culpa" - Reik com part. de Ozuna & Wisin – "Me Niego" - Shakira & Nicky Jam – "Perro fiel"                        |
| Artista Regional Mexicano Favorito | Álbum Regional Mexicano Favorito |
| Christian Nodal - Banda MS de Sergio Lizárraga - Calibre 50 | Christian Nodal – Me Dejé Llevar - Banda MS de Sergio Lizárraga – La Mejor Versión De Mí - T3r Elemento –Underground |
| Canção Mexicana Regional Favorita | Artista Urbano Favorito |
| Raymix – "Oye Mujer" - Banda MS de Sergio Lizárraga – "Tu Postura" - Calibre 50 – "Corrido de Juanito" - Christian Nodal – "Me Dejé Llevar" - La Arrolladora Banda el Limón de René Camacho – "Entre Beso y Beso"                                                                                | Ozuna - J Balvin - Maluma |
| Canção Urbana Favorita | Álbum Urbano Favorito |
| Becky G com part. de Bad Bunny – "Mayores" - Daddy Yankee – "Dura" - J Balvin & Willy William com part. de Beyoncé – "Mi Gente" - Nicky Jam & J Balvin – "X" - Wisin com part. de Ozuna – "Escápate Conmigo"                                                                                     | Ozuna – Odisea - J Balvin – Vibras - Yandel – #Update |
| Artista Tropical Favorito | Canção Tropical Favorita |
| Romeo Santos - Gente de Zona - Nacho | Nacho – "Báilame" - Romeo Santos com part. de Nicky Jam & Daddy Yankee – "Bella y Sensual" - Romeo Santos com part. de Ozuna – "Sobredosis" - Silvestre Dangond & Nicky Jam – "Cásate Conmigo" - Steve Aoki, Daddy Yankee, Play-N-Skilz & Elvis Crespo – "Azukita" |
| Álbum Tropical Favorito | Artista Crossover Favorito |
| Victor Manuelle – 25/7 - Carlos Vives – VIVES - Orquesta Akokán – Orquesta Akokán | Camila Cabello - Cardi B - Demi Lovato |
| Turnê Favorita | Vídeo Favorito |
| Luis Miguel – México Por Siempre Tour - Enrique Iglesias & Pitbull – Enrique Iglesias and Pitbull Live - Jennifer Lopez – Jennifer Lopez : All I Have - Romeo Santos – Golden Tour - Timbiriche – Juntos Tour                                                                                    | Anitta – "Medicina" - Juanes – "Pa Dentro" - Nacho – "No te Vas" - Residente & Dillon Francis com part. de iLe – "Sexo" - Ricardo Arjona – "El Cielo a Mi Favor"                                                                                                   |